# Cobla Orquestra Primavera
La Cobla Orquestra Primavera és una orquestra fundada per Frederic Sirés, Amadeu Jofra i altres músics de Palafrugell i rodalia entre 1942 i 1943. La majoria dels seus components compaginaven la música amb altres ocupacions laborals. L'orquestra va tenir representants a Palafrugell, Palamós i Barcelona. La majoria de les actuacions van tenir lloc a Palafrugell i rodalia i destaquen els balls al Centre Fraternal, les sardanes a la plaça Nova, l'acompanyament a les processons de corpus i les actuacions a festes majors. Es va dissoldre el març de 1962, amb una actuació de comiat al Centre Fraternal, quan moltes orquestres de poble es varen veure afectades per la creixent acceptació dels conjunts musicals, que resultaven més econòmics. El fons de l'orquestra va ser conservat per dues famílies vinculades a la Cobla Orquestra fins al seu ingrés a l'Arxiu Municipal de Palafrugell.